# فريدي (لاعب كرة قدم أنغولي)
فريديريكو دي كاسترو روكي دوس سانتوس (بالبرتغالية: Freddy‏) (مواليد 14 أغسطس 1979 في مالانجي) لاعب كرة قدم أنغولي دولي يجيد اللعب في خط الهجوم . يلعب حاليا لصالح نادي أيل ليماسول القبرصي من سنة 2009 .

## روابط خارجية
- فريدي على موقع الاتحاد الدولي (مؤرشف)  (الإنجليزية)
- فريدي على موقع قاعدة بيانات كرة القدم.إي يو (الإنجليزية)
- فريدي على موقع ناشيونال فوتبول تيمز (الإنجليزية)
- فريدي على موقع Soccerway.com (الإنجليزية)